# Ударник (Орський міський округ)
Уда́рник (рос. Ударник) — село у складі Орського міського округу Оренбурзької області, Росія.

## Населення
Населення — 1164 особи (2010; 1208 у 2002).
Національний склад (станом на 2002 рік):
- росіяни — 77 %